# Pandémie de Covid-19 au Luxembourg
La pandémie de Covid-19 au Luxembourg démarre officiellement le 29 février 2020. À la date du 17 septembre 2022, le bilan est de 1 123 morts.

## Chronologie de la pandémie

### 2020
La pandémie de Covid-19 au Luxembourg se propage à partir du 29 février 2020, lorsqu'un homme de 40 ans ayant séjourné en Italie du Nord est revenu en avion via l'aéroport de Charleroi-Bruxelles-Sud (Belgique) et a été testé positif pour le SARS-CoV-2,. 
Le Premier ministre convoque alors, en concertation avec la ministre de la Santé et le Haut-Commissaire à la protection nationale, la cellule de crise « Pandémie ». Le Centre hospitalier de Luxembourg est désigné comme établissement pouvant accueillir les patients en isolement.
Le 3 mars, un deuxième cas est détecté, toujours un résident du Luxembourg qui est rentré d'Italie du Nord. Le troisième cas est diagnostiqué le 6 mars sur une personne qui rentrait d'un séjour en Alsace suivi le lendemain d'un quatrième cas lié avec la zone épidémiologique en l'Italie du Nord. Le 10 mars, le cinquième cas est lié à un séjour en Alsace puis deux autres cas sont confirmés simultanément, un de retour des États-Unis et un de retour de Suisse.
Le gouvernement publie les conseils pour se protéger à savoir :
- se laver les mains régulièrement et correctement à l'eau et au savon ;
- éviter de serrer des mains ou de se faire la bise ;
- éviter les contacts proches avec les personnes malades ;
- tousser ou éternuer dans le pli du coude ou dans un mouchoir en papier ;
- éviter de toucher votre visage avec vos mains ;
- en cas de maladie, rester à la maison, ne pas aller au travail ou à l'école.

Au 17 mars 2020, 140 personnes sont infectées et une personne décédée. Le ministre de la Santé déclare la fermeture des écoles à partir du lundi 16 mars 2020,. Des bars et restaurants annoncent leur fermeture.
Les sociétés ont pris des mesures préventives comme la suppression des poignées de main, des réunions directes ; suppression des voyages non indispensables, travail à domicile quand cela est possible, etc.
Le 18 mars 2020, le nombre total de décès s'élève à deux, le nombre total d'infections à 203.
Le 19 mars 2020, le nombre total de décès s'élève à quatre, le nombre total d'infections à 335.
Le 29 mars 2020, le pays compte 1 950 cas confirmés et 21 décès.
À la suite de l'augmentation du nombre de contamination, le gouvernement annonce le 23 octobre 2020 qu'un couvre-feu sera décrété la semaine suivante dans le pays. Il ne sera plus permis de sortir de chez soi entre 23 h et 6 h, sauf en ce qui concerne les personnes revenant de l'étranger, de leur travail ou pour promener un animal domestique. 
De plus, chaque famille ne pourra plus accueillir plus de quatre personnes sous son toit, sauf pour les personnes vivant déjà ensemble. Il ne sera plus non plus permis d'être assis à plus de quatre personnes dans les restaurants et les cafés. 
Les championnats sportifs, à l'exception de la BGL League (le championnat luxembourgeois de football) sont interrompus. 
Le couvre-feu devrait durer au moins un mois. Il devrait débuter le lundi 26 octobre ou en milieu ou fin de la semaine prochaine, car la loi doit être voté à la Chambre des députés, puis être examiné par le Conseil d'État pour avis.
En cas d'infraction au couvre-feu, les habitants s'exposent à une amende entre 100 et 500 euros.
Le couvre-feu doit durer jusqu'au 30 novembre inclus.

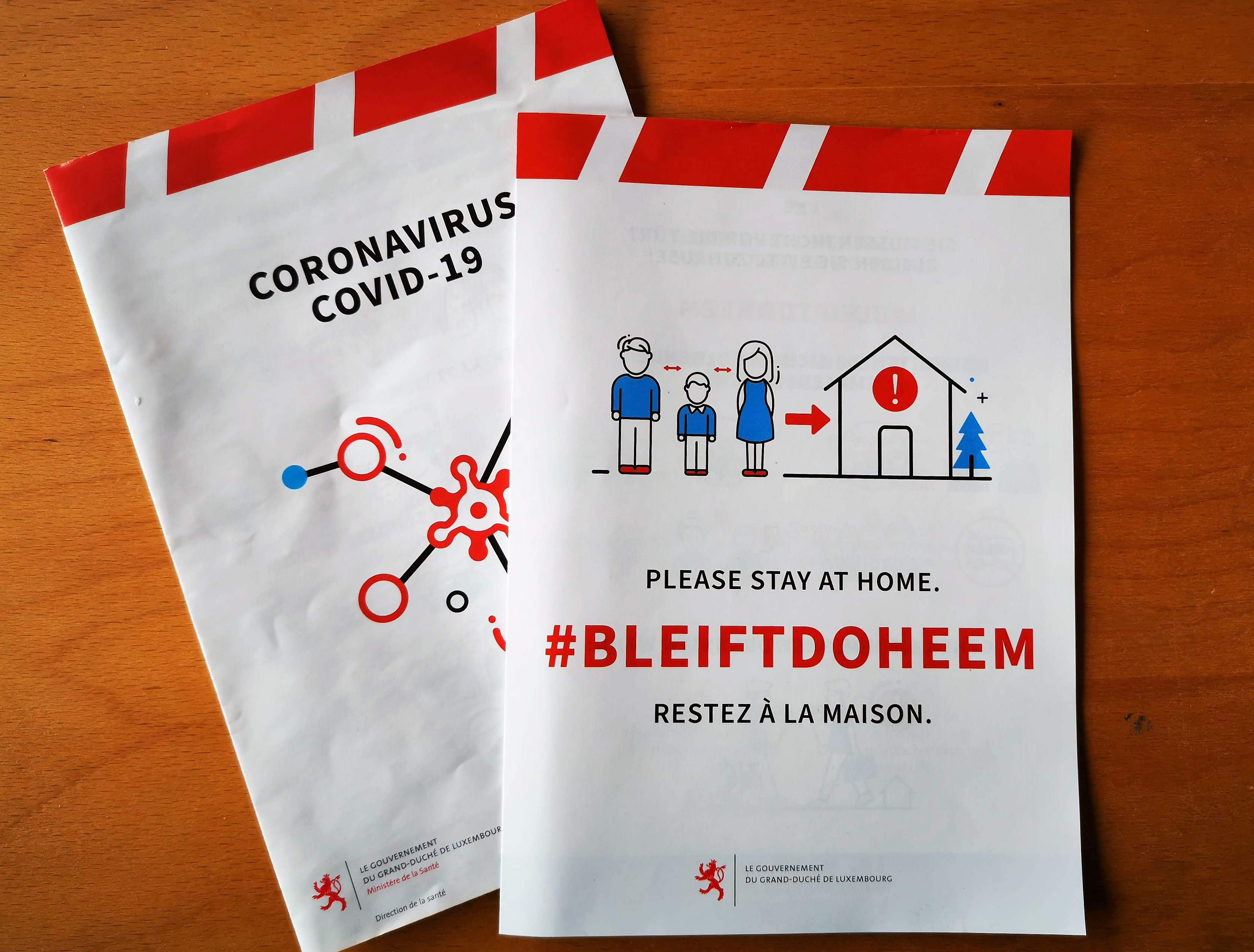
Brochure d'information dans le cadre de la pandémie de maladie à coronavirus de 2020.

Le marché de Noël de Luxembourg devait initialement être maintenu, mais durer plus longtemps. Il devait débuter le vendredi 20 novembre 2020, et se terminer le dimanche 3 janvier 2021. Finalement, devant l'augmentation de la contamination, le marché de Noël est annulé.
Les rassemblements de plus de 100 personnes sont interdits. Pour les rassemblements de 10 à 100 personnes, les participants devront être assis et masqués et respecter une distance minimal de 2 m. Des exceptions sont prévus pour les funérailles, les marchés hebdomadaires et les musées.
Enfin, l'accès aux magasins de grande surface (plus de 400 m2) est limité à un client par 10 m2.
Malgré les mesures prises et le couvre-feu mis en place depuis la fin du mois d’octobre 2020, le nombre de contaminations demeure toujours élevé. S’il n’y a pas de changement, le Luxembourg fera face à un nouveau confinement.

### 2021
En juin 2021, le docteur Benoît Ochs, qui a traité plus que 500 malades du Covid-19 avec le protocole thérapeutique de prise en charge ambulatoire du Professeur Didier Raoult à l’Institut Hospitalier Universitaire Méditerranée Infection de Marseille, passe en jugement devant le Conseil de discipline de l'Ordre des médecins, pour n'avoir pas respecté les protocoles de soin imposés par le ministère de la santé luxembourgeois et avoir publiquement (et sur les réseaux sociaux) dénoncé ces protocoles. Il est suspendu pour une année.

## Traitements

### vaccination
En septembre 2021, une troisième dose de vaccin est prévue pour "les personnes de plus de 75 ans vivant à leur domicile, aux personnes âgées hébergées en structures et aux personnes dialysées". 

## Évolution chiffrée de l'épidémie

Nombre de cas déclarés (bleu) et décès (rouge) (échelle logarithmique). Les différences quotidiennes sont indiquées en pointillés.

### Statistiques
Graphiques établis à partir des données du gouvernement du Luxembourg et de RTL.
| Cas confirmés | 0 |  |
| Pour des raisons techniques, il est temporairement impossible d'afficher le graphique qui aurait dû être présenté ici. |   |  |
| Pour des raisons techniques, il est temporairement impossible d'afficher le graphique qui aurait dû être présenté ici. |   |  |
| 0 |   |  |
| Décès |   |  |
| Pour des raisons techniques, il est temporairement impossible d'afficher le graphique qui aurait dû être présenté ici. |   |  |
| Pour des raisons techniques, il est temporairement impossible d'afficher le graphique qui aurait dû être présenté ici. |   |  |

Pour des raisons techniques, il est temporairement impossible d'afficher le graphique qui aurait dû être présenté ici.

### Communication sur la mortalité
Le Premier ministre Xavier Bettel et la ministre de Santé Paulette Lenert, ont indiqué que le taux de mortalité des malades du Covid-19 est estimé à 1,1 % au Luxembourg, inférieur à celui de la France (9,1 %) et bien plus encore à celui de l'Italie (12 %). Cependant, ce taux est à nuancer en raison du nombre de personnes testées dans chaque pays.